# L'Enfant à l'étoile
Albums de Gilbert Bécaud
Pilou… Pilou… hé
(1959) Tête de bois
(1960)
L'Enfant à l'étoile est une cantate de Noël sur une musique de Gilbert Bécaud et un texte de Louis Amade. Elle est interprétée par Gilbert Bécaud et l'orchestre philharmonique, maîtrise et chœurs de la Radiodiffusion-télévision française sous la direction de Georges Prêtre. Il paraît en 1960 au format 33 tours 25 cm.

## Face A
1. L'Enfant à l'étoile - cantate (Louis Amade/Gilbert Bécaud)

## Face B
1. L'Enfant à l'étoile - cantate (Louis Amade/Gilbert Bécaud)